# USS Gerald R. Ford (CVN-78)
USS Gerald R. Ford (CVN-78) là tàu đầu tiên của lớp tàu sân bay Gerald R. Ford thuộc nhóm siêu mẫu hạm của Hải Quân Hoa Kỳ. Khi được công bố bởi Hải Quân Hoa Kỳ vào ngày 16 tháng 1, năm 2007, con tàu được đặt tên theo Tổng thống thứ 38 của Hoa Kỳ là Gerald R. Ford, là người từng phục vụ Hải Quân trong Đệ Nhị Thế Chiến trên chiếc Hàng Không Mẫu Hạm hạng nhẹ tên USS Monterey ở Chiến trường Thái Bình Dương.
Phần sống thuyền của Gerald R. Ford được hạ xuống vào ngày 13 tháng 9 năm 2009 khi Northrop Grumman chủ trì một nghi lễ cắt một tấm sắt 15 tấn sẽ được lắp vào một phần vỏ của chiếc tàu. Chiếc tàu được khánh thành và hạ thủy vào ngày 9 tháng 9 năm 2013. Lịch trình sẽ gọi chiếc tàu gia nhập hạm đội Hải Quân Hoa Kỳ vào tháng 3 năm 2016 cùng với nhiệm vụ đầu tiên vào năm 2019.
Gerald R. Ford sẽ tham gia hạm đội và thay thế chiếc tàu đã dừng hoạt động USS Enterprise (CVN-65), đã dừng phục vụ sau 51 năm trong biên chế cho đến tháng 12, năm 2012.

## Đặt tên

Gerald R. Ford trong quân phục của Hải Quân. Chụp năm 1945

Vào năm 2006, khi Gerald Ford vẫn còn sống, Thượng Nghị Sĩ John Warner đại diện bang Virginia đề xuất việc tu chỉnh một hợp đồng quốc phòng năm 2007 "sẽ được xác nhận có tên là USS Gerald Ford."  Phiên bản cuối cùng được ký bởi Tổng thống George W. Bush vào ngày 17 tháng 10 năm 2006  nói rằng "theo góc nhìn (sense) của Quốc hội... CVN-78 nên được đặt tên là U.S.S. Gerald R. Ford."  Vì ngôn từ "Góc nhìn" được ví là một câu đề nghị và không mang tính chất quyết định  cho nên Hải Quân có thể không đặt tên chiếc Mẫu Hạm là Ford.
Vào ngày 3 tháng 1 năm 2007, cựu Bộ trưởng Bộ Quốc phòng Donald Rumsfeld thông báo rằng chiếc Hàng Không Mẫu Hạm sẽ được đặt tên là Ford sau một bài điếu văn cho Tổng thống Ford tại Nhà thờ Giám mục Grace ở Đông Grand Rapids, bang Michigan. Rumsfeld chỉ ra rằng ông đã nói một cách cá nhân với Ford về vinh dự ấy trong một lần viếng thăm nhà của Ford ở Rancho Mirage một vài tuần trước khi Ford chết. Điều này làm chiếc Mẫu Hạm một trong những tàu chiến của Hải Quân Hoa Kỳ được đặt tên theo một người còn sống. Sau ngày hôm đó, ở Hải Quân quyết định rằng chiếc Mẫu Hạm sẽ mang tên của cựu Tổng thống. Vào ngày 16 tháng 1 năm 2007, Bộ trưởng Hải Quân Donald Winter chính thức đặt tên cho CVN-67 là USS Gerald R. Ford. Con gái của Ford là Susan Ford Bales được đặt tên là một trong những người đỡ đầu chiếc tàu. Lễ công bố được diễn ra ở Lầu Năm Góc và được tham dự bởi Phó Tổng thống Dick Cheney, Thượng Nghị Sĩ Warner và Levin (D-MI), Thiếu tướng Guy C. Swan III, Bales, ba người con khác của Ford và những người khác.
Hiệp hội Cựu Thủy thủ Hàng Không Mẫu Hạm USS America (USS America Carrier Veteran Associatian - CVA) đã khuyến khích đặt tên chiếc tàu là USS America. CVA là một hiệp hội dành cho các cựu thủy thủ từng phục vụ trên Hàng Không Mẫu Hạm USS America (CV-66), đã được đưa khỏi biên chế năm 1996 và được đánh đắm ở Đại Tây Dương như một phần của cuộc thử nghiệm về mức độ hư hỏng của các Hàng Không Mẫu Hạm có sàn bay rộng vào năm 2005. Cuối cùng, LHA-6, một tàu đổ bộ được đặt tên là USS America với tên của lớp tàu được đặt cùng tên.

## Lịch sử

##### Xây dựng

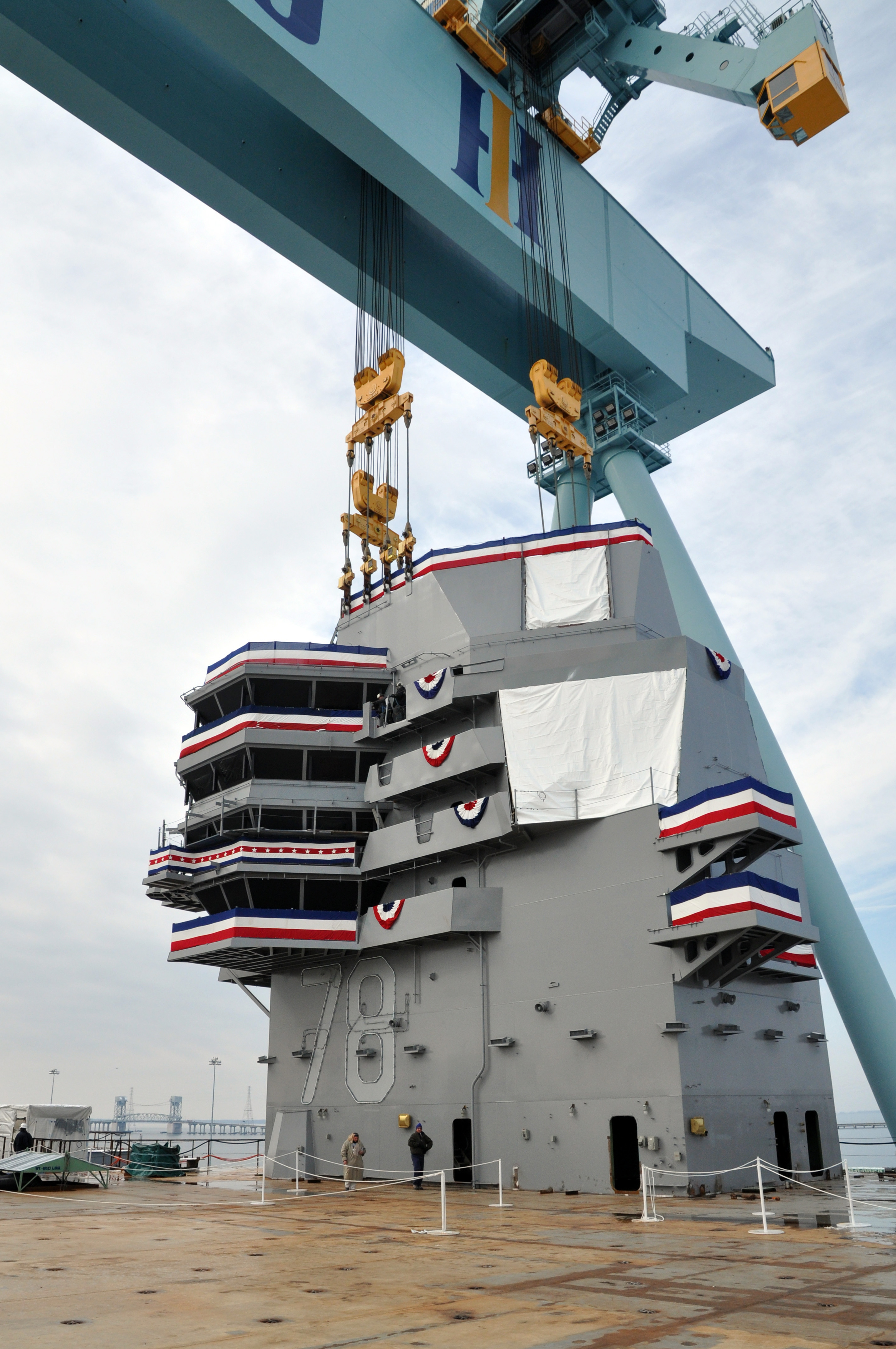
Tháp điều khiển nặng 555 tấn Anh được hạ xuống sàn tàu trong một nghi lễ vào tháng 1 năm 2013 tại Xưởng đóng tàu Newport News

Vào ngày 10 tháng 11 năm 2008, Hải Quân Hoa Kỳ ký một hợp đồng trị giá 5.1 Tỷ Đô với Xưởng đóng tàu Northrop Grumman có trụ sở tại Newport News, bang Virginia về việc thiết kế và đóng mới một chiếc Hàng Không Mẫu Hạm. Northrop đã bắt đầu xây dựng con tàu dưới một hợp đồng trị giá 2.7 Tỷ Đô vào năm 2005. Con tàu được xây dựng ở Huntington Ingalls (trước kia là Northrop Grumman), Xưởng đóng tàu Newport News ở đường Hampton, Virginia với lực lượng 19.000 công nhân.
Sống thuyền của chiếc chiến hạm mới được hạ xuống trong một nghi lễ vào ngày 14 tháng 11 năm 2009 ở Ụ Tàu số 12 bởi con gái của Ford, Susan Ford Bales. Bales nói trong một diễn văn tới những người công nhân và quan chức Bộ Quốc phòng: "Cha tôi đã gặp những khó khăn chồng chất khi cố gắng khôi phục lại lòng tin của nhân dân với chính quyền và chữa lành vết thương của đất nước sau vụ Watergate bằng cách duy nhất mà ông biết - qua sự thành thật và chính trực. Và đó chính là di sản về ông mà ta phải nhớ vào sáng hôm nay."
Vào tháng 8 năm 2011, chiếc Mẫu Hạm được báo cáo là đã: "Về mặt cấu trúc đã hoàn thiện được một nửa".
Vào tháng 4 năm 2012, được báo cáo là con tàu đã được hoàn thiện khoảng 75 phần trăm.
Vào ngày 24 tháng 5 năm 2012, cột mốc quan trọng khi chiều cao của con tàu vượt qua mực nước được hoàn thành khi phần thấp nhất của mũi tàu được đặt vào đúng chỗ. Đây là bộ phận thứ 390 trong số gần 500 Mô-đun bộ phận mà con tàu cần để hoàn thiện.
Ngày 8 tháng 10 năm 2012, chiếc Mẫu hạm đạt cột mốc 88 phần trăm hoàn thiện về mặt cấu trúc.
Huntington Ingalls báo cáo (trong một cuộc họp báo ngày 8 tháng 11 năm 2012 trên báo GLOBE NEWSWIRE) rằng họ đã đạt 87 phần trăm hoàn thiện mặt cấu trúc của CVN-78 Gerald R. Ford".
Vào ngày 19 tháng 12 năm 2012, thi công đã hoàn thiện được 90 phần trăm về mặt cấu trúc. "Trong tổng số 500 bộ phận cần được ráp vào, 446 đã được hoàn thiện"
Gerald R. Ford đã được lên lịch phải hạ thủy vào năm 2012. Tuy nhiên, lễ hạ thủy của chiếc Mẫu Hạm thực ra được tổ chức vào ngày 26 tháng 1 năm 2013.

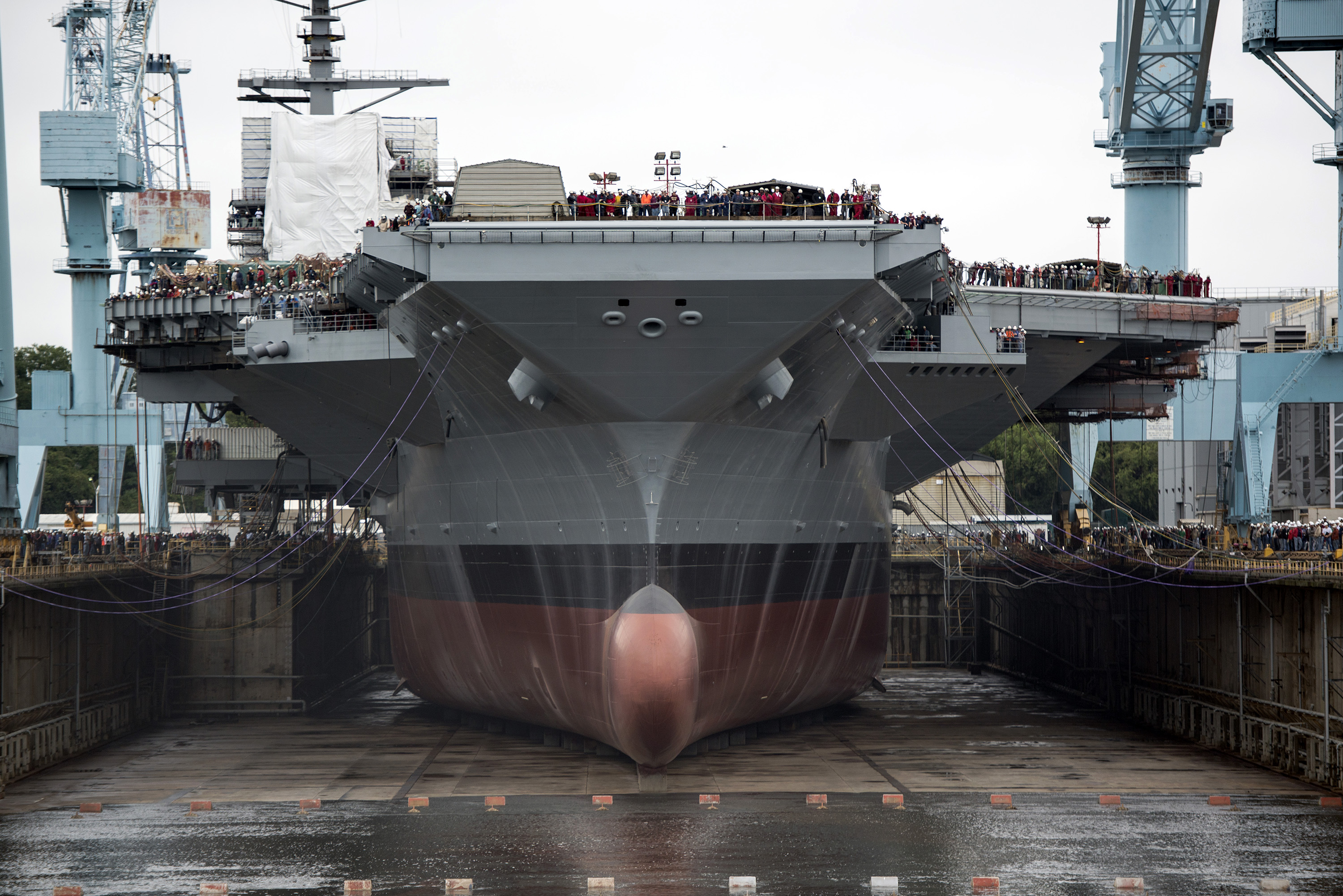
Gerald R. Ford nằm trong một ụ tàu khi đang được thi công

Ngày 9 tháng 4 năm 2013, sàn tàu của Mẫu Hạm được hoàn thành theo sau là phần thêm vào của phần mũi trên của con tàu, đưa Gerald R. Ford đến 96 phần trăm hoàn thiện cấu trúc.
Ngày 7 tháng 5 năm 2013, chuyến cuối cùng trong tổng số 162 lượt nâng bằng cần cẩu chuyên dụng ráp phần cuối cùng vào con tàu, đưa con tàu đến hoàn thành 100 phần trăm cấu trúc. Các công việc còn lại còn cần phải làm là sơn vỏ tàu, lắp các hệ thống châm biến, hoàn thành các hệ thống điện, kiểm tra các thiết bị neo, cài đặt các thiết bị Radar và làm ngập ụ tàu.
Ngày 11 tháng 7 năm 2013, một hộp thời gian được hàn vào một căn phòng nhỏ nằm trên sàn, tiếp diễn truyền thống của Hải Quân. Chiếc hộp thời gian nắm giữ bên trong những vật dụng được chọn bởi con gái Tổng thống Ford, Susan Ford Bales, gồm sa thạch từ Nhà Trắng, các đồng xu của Hải Quân và các huy hiệu phi công từ chỉ huy đầu tiên của con tàu.
Con tàu được lên lịch sẽ được phóng vào tháng 7 năm 2013 và được giao cho Hải Quân năm 2015. Khâu sản xuất bị đình trệ có nghĩa là lễ khánh thành sẽ phải bị hoãn cho đến ngày 11 tháng 10 năm 2013 và lễ đặt tên đến ngày 9 tháng 11 năm 2013, với ngày giao con tàu cho Hải Quân đến Tháng 2 năm 2016.
Ngày 3 tháng 10 năm 2013, Gerald Ford được lắp 4 chân vịt đường kính 21 ft (6.4m), nặng 30 tấn. Các chân vịt cần đến hơn 10 tháng làm việc để cài đặt thêm các hệ thống châm biến dưới nước.
Ngày 11 tháng 10 năm 2013, ụ tàu của chiếc Mẫu Hạm được làm ngập lần đầu tiên để thử nghiệm hàng loạt các hệ thống dưới nước. Lễ khánh thành con tàu được đặt vào cùng ngày với lễ đặt tên vào ngày 9 tháng 9 năm 2013.
Vào ngày 9 tháng 9 năm 2013, con tàu được cầu may bởi con gái của Ford cùng một bình Champagne.
Cho đến năm 2013, trị giá cho thi công được tính đến gần 12.8 tỷ Đô, 22% cao hơn so với kinh phí năm 2008, cộng thêm 4.7 tỷ Đô cho việc nghiên cứu và phát triển. Vì khó khăn về tài chính, Tham mưu Trưởng Hải Quân Hoa Kỳ, Đô Đốc Jonathan Greenert, đã cánh báo có thể dự án sẽ bị trì hoãn hai năm qua hơn 2016 trong việc hoàn thành Gerald R. Ford.

### Những nét tiến bộ kỹ thuật
Gerald R. Ford được dự định là lớp tàu sân bay tiến bộ nhất và có những nét tăng hiệu suất làm việc hơn lớp tàu sân bay tiền nhiệm là lớp Nimitz. Gerald R. Ford được trang bị một radar quét điện tử chủ động đa chức năng, và một tháp điều khiển ngắn nhưng cao hơn của lớp Nimitz 20 feet  (6.1m); nó được thi công 140 feet (43m) dài hơn và 3 feet (0.91m) gần hơn về phía rìa của con tàu ở phần đuôi. Hệ thống phóng phi cơ điện từ (Electromagnetic Aircraft Launch System - EMALS) sẽ phóng những chiếc phi cơ, thay thế sự cần thiết về các nguồn dự trữ nước nóng và hơi nước của các hệ thống phóng thủy lực.
Gerald R. Ford có thể phóng nhiều phi cơ hơn 25% mỗi ngày và cần ít hơn 25% thủy thủ so với lớp Nimitz. Hải Quân đã dự tính nó sẽ tiết kiệm hơn 4 tỷ Đô cho chi phí vận hành trong khoảng thời gian phục vụ 50 năm của nó. Dựa theo một câu chuyện của báo Associated Press:
"'Nó thực sự là một kỳ công kỹ thuật,' Tham mưu Trưởng Hải Quân Hoa Kỳ, Đô Đốc Jonathan Greenert nói trong một buổi lễ trực tiếp qua mạng Internet ở Xưởng đóng tàu Newport News, bang Virginia, nơi Gerald R. Ford đang được đóng. 'Nó sẽ mang theo các loại máy báy không người lái, tiêm kích tấn công kết hợp, và lần đầu tiên các thiết bị Lasers sẽ được lắp đặt.'
Dù vậy, những nét tiến bộ này đã được chứng minh là có vấn đề bởi những thử nghiệm của Lầu Năm Góc. Tháng 1, năm 2014, báo cáo Thử nghiệm Chỉ đạo, Đánh giá và Vận hành hằng năm (Director, Operational Test, and Evaluation - DOT&E) nói rằng những thành phần quan trọng của con tàu bao gồm hệ thống phóng phi cơ, hệ thống giam bánh, Radar băng tần kép và các thang nâng vũ khí thực sự chưa đáng tín cậy và cần nhiều cải tiến và khắc phục thêm.
Các thử nghiệm trên hệ thống phóng phi cơ được ghi nhận có 201 vụ phóng thất bại trong tổng 1,967 vụ, bằng với thông số tín dụng vào khoảng 240 chu kỳ trung bình (phóng một phi cơ) trước khi có những trục trặc.
Các thử nghiệm với hệ thống giam bánh được ghi nhận 9 vụ thất bại trong tổng 71 vụ, bằng với thông số tín dụng vào khoảng 20 chu kỳ trung bình (bắt được một phi cơ) trước khi có trục trặc, một mức độ thất bại 248 lần cao hơn dự định.
Những thiết bị ấy hoạt động trong khoảng một phần nhỏ yêu cầu để được lắp ráp lên tàu, và còn ít hơn so với tiêu chuẩn hoạt động. Các dữ liệu về Radar và các thang vũ khí không được công bố nhưng cũng được thông báo là ở dưới dự định. Hải Quân kiên quyết rằng các thí nghiệm tiếp theo sẽ giải quyết những vấn đề. Gerald R. Ford được dự tính sẽ thực hiện hơn 30% nhiều phi vụ hơn lớp tàu sân bay Nimitz, nhưng báo cáo của DOT&E nhận định rằng suy nghĩ đó quá lạc quan, nhưng Hải Quân vẫn kiên quyết với ý kiến của mình dựa trên các mô hình và mô phỏng.
Gerald R. Ford được đặt lịch trình là sẽ hoàn thành các thử nghiệm về sức vận hành vào năm 2017 trước khi tham gia hoạt động.